# Rue des Singes
Rue des Singes var en gata i Quartier du Mont-de-Piété i Paris gamla sjunde arrondissement. Rue des Singes, som började vid Rue Sainte-Croix-de-la-Bretonnerie och slutade vid Rue des Blancs-Manteaux, inlemmades år 1868 i Rue des Guillemites. Rue des Singes var uppkallad efter Maison aux Singes, vilket var beläget i närheten.

## Omgivningar
- Notre-Dame-des-Blancs-Manteaux
- Saint-Gervais-Saint-Protais
- Rue des Blancs-Manteaux
- Rue des Guillemites
- Square Charles-Victor-Langlois
- Impasse des Arbalétriers
- Impasse de l'Hôtel-d'Argenson
- Jardin des Rosiers – Joseph-Migneret
- Passage des Singes

## Bilder
| - Notre-Dame-des-Blancs-Manteaux. - Saint-Gervais-Saint-Protais. - Square Charles-Victor-Langlois. - Jardin des Rosiers – Joseph-Migneret. |

## Kommunikationer
- Tunnelbana – linje  – Saint-Paul
- Busshållplats Rue Vieille-du-Temple – Mairie du 4e – Paris bussnät, linjerna 67 72

### Webbkällor
- Lefeuve, Charles (1875). ”Rue Aubriot (du Puits) et Guillemites (des Singes) – IVe arrondissement de Paris”. Histoire de Paris rue par rue, maison par maison. Le Paris pittoresque. https://www.paris-pittoresque.com/rues/249.htm. Läst 24 april 2021.
- ”Rue des Guillemites”. Mairie de Paris. http://www.v2asp.paris.fr/commun/v2asp/v2/nomenclature_voies/Voieactu/4356.nom.htm. Läst 24 april 2021.
- ”Rue des Guillemites”. Les rues de Paris. https://www.parisrues.com/rues04/paris-04-rue-des-guillemites.html. Läst 24 april 2021.